# Kōichi Morita (compositeur)
Kōichi Morita (森田 公一, Morita Kōichi) (né le 25 février 1940 à Rumoi, Hokkaidō), est un compositeur et chanteur japonais qui a lancé sa carrière d'enregistrement dans la fin des années 1960 et avait gagné grand succès commercial dans les années 1970.
Il a souvent collaboré avec le parolier Yū Aku et orchestrateur Jun'ichi Makaino, et est devenu le hit top-10 sur la carte japonaise Oricon. Sept de ses compositions a été dépassé sur le hit-parade japonais, y compris les "Hitori ja Nai no" par Mari Amachi, "Chiisana Koi no Monogatari" par Agnes Chan, et "Hajimete no Dekigoto" par Junko Sakurada. Sa chanson en la plus réussie est "Seishun Jidai", sorti en 1976, son tube unique en tant qu'artiste, qui s'est vendu à plus d'un million d'exemplaires.
Son album disque double de compilation 40e anniversaire, "Golden☆Best Kōichi Morita" (GOLDEN☆BEST 森田公一) a été publié le 20 janvier 2010, mettant en vedette les chansons qu'il a écrites et composées pour d'autres artistes, tels que Eigo Kawashima, Akiko Wada, Candies et Mari Amachi, ainsi que son propre single, Seishun Jidai.

## Compositions les plus remarquables
- Mari Amachi
  - Hitori ja Nai no, Niji wo Watatte (1972)
  - Wakaba no Sasayaki, Koisuru Natsu no Hi, Sora Ippai no Shiawase (1973)
  - Koibitotachi no Minato, Koi to Umi to T-Shirt to, Omoide no Serenade (1974)
- Björn et Benny
  - Love Has Its Ways (1972)
- Candies
  - Anata ni Muchū (1973)
  - Soyokaze no Kuchizuke, Abunai Doyōbi (1974)
  - Heart no Ace ga Detekonai (1975)
- Agnes Chan
  - Hinageshi no Hana (1972)
  - Chiisana Koi no Monogatari (1973)
- Naomi Chiaki
  - Nee Anta
- Yuki Hide
  - Seishun no Tabidachi (1978)
- Mako Ishino
  - Haru La! La! La! (1980)
- Eigo Kawashima
  - Jidai Okure (1986)
- Naoko Ken
  - Uwasa no Otoko (1973)
- Akira Kobayashi
  - Yume'n Naka (1978)
- The Lilies
  - Suki yo Captain (1975)
- Yoshito Machida
  - 10oku kōnen no Ai (1980)
- Ato Mizumori et Top Gallants
  - Minami no Shima no Hamehameha Daiō
- Koichi Morita
  - Seiun no Uta
  - Geshukuya (1976, avec le Top Gallants)
  - Seishun Jidai (1976, avec le Top Gallants)
  - Omoide no Piano, Sugite Shimaeba (1977, avec le Top Gallants)
- Ryoko Moriyama
  - Aisuru Hito ni Utawasenaide (1968)
- Nana Okada
  - Seishun no Sakamichi (1976)
- Kumiko Ōsugi
  - Don Chuck to Issho ni (1975)
- Akiko Ozawa
  - Zenryaku Konotabi Hikkoshimashita (1995)
- Ikue Sakakibara
  - Bus Tsūgaku,Wagamama Kinyoubi (1977)
- Junko Sakurada
  - Kiiroi Ribbon, Hajimete no Dekigoto (1974)
  - 17 no Natsu (1975)
  - Natsu ni Goyoujin (1976)
  - Kimagure Venus (1977)
- Akiko Wada
  - Ano Kane wo Narasunowa Anata (1972)
  - Mō Ichido Futari de Utaitai (1986)